# Saint-Omer (Quebec)
| Municipalité de Saint-Omer    |                              |
| Église St-Omer 1942.png       |                              |
| Coordenadas: 47°03' N 69°44'W |                              |
| Província                     | Quebec                       |
| Região administrativa         | Chaudière-Appalaches         |
| Incorporado em                | 1 de janeiro 1954            |
| Prefeito                      | Réjeanne Godbout (2005-2009) |
|                               |                              |
| Área                          |                              |
| - Cidade                      | 125,3 km², 48,4 mi²          |
| Fuso horário                  | UTC -5                       |
| População (2006)              |                              |
| - Cidade                      | 370                          |
| - Densidade                   | 3 hab/km², 8 hab/mi²         |

Saint-Omer é um município canadense do Regionalidade Municipal de L'Islet, Quebec, localizado na região administrativa de Chaudière-Appalaches. Em sua área de pouco mais de cento e vinte e cinco quilómetros quadrados, habitam cerca de trezentas pessoas. É nomeado em homenagem ao Bispo Audomar.